# Marcus Claudius Marcellus (Kr. e. 23)
Marcus Claudius Marcellus (Kr. e. 42 – Kr. e. 23.) Octavia Thurina Minor és Caius Claudius Marcellus, consularis gyermeke, anyja révén Augustus római császár unokaöccse.
Mivel Augustusnak nem volt fia, Marcus pedig meglehetősen közeli rokona volt, a császár egyik első örökösjelöltje unokaöccse lett. Minél idősebb volt, annál többször szerepelt a nyilvánosság előtt a princepsszel, többek között részt vett a Marcus Antonius és VII. Kleopátra legyőzése után tartott diadalmenetén is. Kr. e. 25-ben feleségül vette unokatestvérét, a császár egyetlen gyermekét, Juliát, amivel megerősítette pozícióját kiszemelt örökösként.
Augustus révén Marcellus politikai pályája gyorsan ívelt felfelé, és ifjú kora ellenére már Kr. e. 23-ban aedilisnek választották. A fényesnek induló karriert hirtelen halála törte meg: megválasztása évében megbetegedett, és hamarosan meghalt Baiae-ben. Juliától egy gyermeke sem született, özvegyét pedig hamarosan hozzáadták Augustus jó barátjához és hadvezéréhez, Marcus Vipsanius Agrippához.
Unokaöccse emlékének szentelte Augustus a Kr. e. 11-ben elkészült Marcellus-színházat Rómában.
Robert Graves népszerű regényében, az Én, Claudius-ban azt az álláspontot képviseli, hogy Livia császárné végzett a fiatalemberrel annak érdekében, hogy saját utódait juttassa trónra.

## Külső hivatkozások
- Dictionary of Greek and Roman Biography and Mythology. Szerk.: William Smith. Boston, C. Little & J. Brown, 1867.
Elérhető a Michigani Egyetem Könyvtárának honlapján: I. kötet (A–D); II. kötet (E–N); III. kötet (O–Z).

1. ↑  „Marcelli” (orosz nyelven). Realʹnyj slovarʹ klassičeskih drevnostej po Lûbkeru.
2. ↑  Digital Prosopography of the Roman Republic (angol nyelven). (Hozzáférés: 2021. június 29.)
3. ↑  nem ismert. „Марцелл” (orosz nyelven). Brockhaus and Efron Encyclopedic Dictionary. Volume XVIIIа, 1896.
4. ↑  „Octavii” (orosz nyelven). Realʹnyj slovarʹ klassičeskih drevnostej po Lûbkeru.
5. ↑  nem ismert. „Julia the Elder” (orosz nyelven). Brockhaus and Efron Encyclopedic Dictionary. Volume XLI, 1904.
6. ↑  nem ismert. „Марцелл” (orosz nyelven). Brockhaus and Efron Encyclopedic Dictionary. Volume XVIIIа, 1896.
7. ↑  Digital Prosopography of the Roman Republic (angol nyelven). (Hozzáférés: 2021. június 10.)
8. ↑  Digital Prosopography of the Roman Republic (angol nyelven). (Hozzáférés: 2021. június 10.)